# Hermine Bosetti
Hermine Bosetti   (Viena, 28 de setembre de 1875 - Hohenrain i Múnic, 1 de maig de 1936) era una soprano de coloratura alemanya.
Bosetti va cantar el seu debut a Wiesbaden (1898) en el paper d'«Ännchen» a Der Freischütz. El 1900 fou membre de l'òpera estatal de Viena i des del 1901 fins al 1924 fou cantant estrella amb l'òpera estatal de Baviera. El 1903, va cantar el paper de «Colombina» a la primera interpretació de Le donne curiose d'Ermanno Wolf-Ferrarii del mateix autor va fer el rol de Felica a I quattro rusteghi a l'estrena el 19 de març de 1906. Va aparèixer a la majoria de les òperes alemanyes, així com als Països Baixos, Bèlgica, Londres i Rússia. El 1908, va cantar a Viena com a convidada en papers com «La reina de la nit» i «Marguerite de Valois». Va gravar per a G&T Recordings, Odeon i Gramofon.
Va ensenyar al Conservatori Hoch a Frankfurt del Main del 1926 al 28. Entre els seus estudiants hi havia Marcia Van Dresser i Adele Kern.
El 1913, va esdevenir la cara de la publicitat dels productes cosmètics de la marca Aok (des del 1983 part del grup multinacional Henkel) a Alemanya i des del 2019 Labori International als Països Baixos), on deia «He fet servir sabó Aok des de fa anys».

## Enregistraments
- The Record of Singing (Part 2) Auber: Fra Diavolo - «Welches Glück ich arme» (Múnic, 1906))
- Aus Münchens Operngeschichte (Sängerinnen und Sänger der Münchner Hof- und Staatsoper von 1900-1945) (Die Entführung aus dem Serail: «Martern aller Arten»)
- Sie Sangen im Prinzregententheater (Die Entführung aus dem Serail: «Ach ich liebte»)